# Drac de La Bisbal d'Empordà
El Drac de La Bisbal d'Empordà és un element del folklore popular de La Bisbal d'Empordà a la comarca del Baix Empordà. Juntament amb l'Àliga de la Bisbal, les figures originals són bé cultural d'interès nacional (BCIN).
La figura original data probablement del segle xvii, i és considerada la segona figura de drac més antiga de Catalunya, després del Drac de Vilafranca. Dels seus orígens es coneix es va construir per iniciativa de la comunitat de preveres de la parròquia de la Bisbal. La seva primera sortida documentada data de les  festes de la Mare de Déu de setembre el 1704, tot i que probablement ja ho feia a les Festes de Corpus, encapçalant el seguici. Actualment, la figura original es conserva a l'església de Santa Maria de la Bisbal.
L'estructura, realitzada a partir de tires de fusta, a la manera de cèrcols de bóta, recobertes de cuir, li dona un aspecte arrodonit molt característic. El cap és una talla de fusta, amb celles i bigotis de filferro, i una llarga llengua de ferro en forma de trident que penja de la boca, on es col·loca la pirotècnia. La cua recargolada, que té també a l'extrem un punt on fixar-hi pirotècnia, i dues ales mòbils completen la figura. A la part davantera hi té sis petites espieres circulars. El drac és carregat interiorment per una sola persona. Segons l'estudiós folklorista català Joan Amades, és un drac d'estil barroc.
Als anys 80 del segle xx es torna a sortir, i va participar en el correfoc de la Mercè de Barcelona del 1980.
El 1995 se'n construí una rèplica en fibra de vidre al taller Ventura Osta de Navata, que és la que s'utilitza en l'actualitat. La rèplica té un pes de 55 kg, una llargada de 332 cm, una amplada de 100 cm i una alçada de 190 cm, i un total de 6 punts de foc.
Al llarg de l'any, desfila en diferents cercaviles, festes i fires de Catalunya de les quals la més important és la Festa Major de la Bisbal d'Empordà, sobretot en el Seguici Històric del 15 d'agost, en el correfoc del 16 d'agost i en el Correfoc Xiqui del 18 d'agost.